# Bramans
Bramans ist eine Commune déléguée mit 441 Einwohnern (Stand 1. Januar 2022) in der Gemeinde Val-Cenis im Département Savoie in der Region Auvergne-Rhône-Alpes. Sie war Teil des Arrondissements Saint-Jean-de-Maurienne und des Kantons Modane und zuvor Hauptort des Kantons Lanslebourg-Mont-Cenis. Die Einwohner werden Bramanais genannt.
Mit Wirkung vom 1. Januar 2017 wurden die ehemaligen Gemeinden Bramans, Lanslebourg-Mont-Cenis, Lanslevillard, Sollières-Sardières und Termignon zur Commune nouvelle Val-Cenis zusammengelegt.

## Geographie
Bramans liegt in den französischen Alpen, an der ehemaligen Fernstraße von Paris nach Mailand sowie an der Route des Grandes Alpes auf einer Höhe von ca. 1300 m an der Einmündung des Ambin in den Fluss Arc. Ein Teil des Gebietes liegt im Nationalpark Vanoise.

## Bevölkerungsentwicklung
| Jahr                      | 1962 | 1968 | 1975 | 1982 | 1990 | 1999 | 2006 | 2013 | 2021 |
| Einwohner                 | 351  | 730  | 230  | 303  | 331  | 375  | 378  | 426  | 445  |
| Quelle: Cassini und INSEE |      |      |      |      |      |      |      |      |      |

## Sehenswürdigkeiten
- Kirche Saint-Pierre in Extravache, frühere Prioratskirche, Monument historique
- Kirche Notre-Dame-de-l'Assomption
- Hannibals Pass, legendenhafter Weg, den Hannibal über die Alpen nach Italien gezogen sein soll

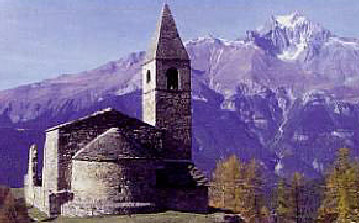
Kirche Saint-Pierre

## Gemeindepartnerschaften
Mit der italienischen Gemeinde Giaglione im Piémont besteht seit 2010 eine Partnerschaft.